# Domérien
Stratigraphie
Carixien
Toarcien
Le Domérien est le sous-étage supérieur du Pliensbachien, qui est lui-même un étage du Jurassique inférieur (Lias), succédant au Sinémurien et précédant le Toarcien. Son âge est compris entre environ -186 millions d'années (Ma) et -182,7 Ma.

## Étymologie
Le nom de ce sous-étage a été donné en 1894 et 1895 par le géologue italien Guido Bonarelli,. Le terme de Domérien provient de la formation géologique des calcaires de Domaro (Calcare di Domaro), formation d'âge Pliensbachien qui affleure largement dans les Alpes du sud en Lombardie et, en particulier, près de la petite ville de Gardone Val Trompia dans la province de Brescia.

## Stratigraphie
Il s'agit de calcaires variés plus ou moins argileux et épais d'environ 300 mètres : calcaires fins, calcaires argileux à bancs de silex, marnes, etc. Dans la région lombarde de la haute Brianza, les calcaires de Domaro passent latéralement à des faciès de calcaires argileux et noduleux rouge lie-de-vin riches en ammonites, d'épaisseur plus réduite et déposés en environnement de haut-fond pélagique appelés ammonitico rosso.

## Paléoclimatologie
Le Domérien se caractérise par la continuité très active de la transgression marine engagée au Carixien avec un approfondissement des bassins et des épisodes tectoniques importants, en particulier au Domérien inférieur et moyen. Le climat chaud et humide favorisant la végétation, ajouté au volcanisme planétaire,  conduit à une augmentation du taux de carbone avec des épisodes réguliers d’anoxie marine. Le passage au Domérien supérieur est un bel exemple de ces épisodes d’extinction marine appelé « Thanatocénose ». 
Au Domérien inférieur dit zone à « Margaritatus », la séquence Oolitique « Stokesi », héritée du Carixien se poursuit, puis diminue sensiblement, traduisant un climat humide plus oxygéné. C’est la période caractéristique dite à « Gigantea » où l’on trouve les plus gros fossiles marins du Pliensbachien ( Pectens, Bélémnites, huîtres Gryphée Gigantea, Brachiopodes et autres Ammonites Amaltea caractéristiques ) dans des bancs calcaires gris-bleu très puissant. Au Domérien supérieur « Spinatum », le climat s’oxygène Intensément, prolongeant un peu l’apogée Gigantea. Finalement, le refroidissement induit conduit à un niveau marin qui se réduit, faisant même émerger partiellement les dernières sédimentations Domériennes beaucoup plus condensées, au passage avec le Toarcien suivant.